# Regne de Porto Novo
El regne de Porto Novo (en llengua nativa Hogbonu) fou un estat africà que va existir als segles xviii i xix; va caure sota protectorat francès i finalment fou integrat a la colònia de Dahomey el 1908.

## Antecedents
Els agasuvi, parents materns dels reis aja de Tado (a Togo) van fracassar en un intent d'ocupar el poder i van emigrar a la zona sud-est del modern Benín on van establir el Regne d'Allada, que ja existia el 1539. Més tard el rei (títol Kopkon) va morir i els seus tres fills es van enfrontar: un va conservar el regne (Hukunkundu-Radugu o Hunugungun, però segons la tradició de Porto Novo el seu nom era Meji), un altre (Adigiwolo, pare de Dogdagri i avi de Dokodonu, considerat tradicionalment el primer rei) va emigrar més al nord-est on va formar el regne de Dahomey (Agbomè o Danhomè) i el tercer (Zozerigbè o Tè Agbanlin però segons una tradició d'Allada el nom era Ayesu Dangbaza) es va instal·lar a l'est, al nord de les maresmes de Ko o Lama per fundar el regne de Hogbonu. Tot això hauria passat a tot tardar el 1600. El regne d'Allada fou conquerit per Dahomey el 1724 i hauria estat llavors quan una tercera branca (o un rei o príncep de la casa reial d'Allada) s'hauria separat per formar el regne de Hogbonu.

## Fundació
Zozerigbè o Tè Agbanlin es considera que va fundar el regne; aquest fou conegut amb el nom d'Ardres (o Gran Ardres en contraposició a Petit Ardres que era el port d'Offra) que va durar tot el segle XVIII; sembla que Ardres (derivat d'Arada = Allada) era el nom de la vila capital d'Allada que havia estat conquerida per Dahomey el 1724 i Tè Agbanlin se'n erigia en successor a la població d'Ajache Ibo (Ajaché).

## Primers reis
La cronologia és incerta i es sospita que en realitat Tè Agbanlin va crear el regne i pujar al tron entre 1724 i 1732 Tè Agbanlin va deixar cinc fills que van regnar successivament. Dels cinc fills descendeixen tots els reis posteriors (19 fins a Toffa el darrer rei efectiu).. Els tres primers fills foren Hiakpon, Lokpon i Hude (Houde). El quart, Dè Mèse, hauria arribat al poder vers el 1763 o més tard i hauria sotmès als hula (1778) i als wemenu (1786). Dè Huyi (o Dè Tonyi) va seguir amb un regnat curt i poc rellevant; era el cincquè fill de Tè Agbanlin i, per tant, devia arribar al tron molt gran. El va succeir Dè Gbènyon que governava avançat el segle xviii i hauria tingut guerres amb els wemenu i els ipokies (pokres) i fins i tot hauria fet una expedició contra Dahomey aprofitant l'assassinat del rei Agonglo (1798) i la minoria del fill successor Andadozan. Dè Aikpe governava al canvi de segle en un regnat relativament curt.

## Canvi de nom
El nom de Porto Novo apareix per primer cop el 1758 quan un vaixell brasiler hi va atracar i esmenta que era un port que s'havia obert feia poc al comerç portuguès com el d'Olim (Lagos) mercès als esforços de João de Oliveira, un antic esclau alliberat al Brasil que havia marxat a Elmina el 1733 per buscar fortuna. El port s'hauria obert probablement el 1748 i fou anomenat Porto Novo perquè era un port a l'est d'Ajudá i entre Apa i Epké el únics oberts anteriorment; el seu nom natiu era Semé.

## Reis delseglexix
Dè Ayaton va governar breument (uns cinc mesos) vers 1802 o 1803 i llavors Dè Hufon hauria pujat al tron i en el seu regnat va desenvolupar les relacions amb els portuguesos i va tenir una guerra contra el rei Gansa de Badagry; hauria governat fins al tomb del 1815. A la mort del rei Dè Toji, vers 1820, un partit es va oposar a Dè Wèse que va haver de fugir a Badagry des de on va fer la guerra; ja al tron Dè Wèse va tenir una guerra amb Badagry de la qual se sap que la pau es va fer el 24 de març de 1830. Fou en aquest temps que Porto Novo va sotmetre el regne ioruba de Takon i breument també als ioruba de Sakété, Ipokia i Ado, però no ho va aconseguir amb els guns de Badagry que van restar independents. El rei Dè Meji va morir el 1848. Van seguir tres reis amb una durada mitjana de 8 anys cadascun, per la qual cosa el rei Toffa (nascut vers 1830) hauria pujat al tron el 1874.

## Protectorat francès
Toffa va haver d'acceptar el protectorat francès el 14 d'abril de 1882 i va poder restar al tron fins a la seva mort el 7 de febrer de 1908. Els posteriors reis només van ser considerats caps. Vegeu Protectorat de Porto Novo.

## Reis (ahosu)
- Tè Agbanlin 1724/1723 a ?
- Dé Yakpon
- Dé Lokpon
- Dé Hude ?-1775
- Dé Mése vers 1775-1790 (testimoniat 1778 i 1786)
- Dé Huyi vers 1790 (regnat molt curt)
- Dé Gbènyon vers 1790-1800
- Dé Aikpe vers 1800-1803
- Dé Ayaton vers 1803 (uns mesos)
- Dé Hufon vers 1803-1815 (testimoniat el 1804)
- Dé Ajohan vers 1815-1824
- Dé Toji Toffa I vers 1824-1825 (regnat curt, a la seva mort el "mewu" ha de fugir a Badagry)
- Dé Wèse vers 1824/1825-1832
- Dé Tonyon 1832-1836
- Dé Mèji 1836-1848 (mort el 1848)
- Dé Soji 1848-1864
- Dé Mikpon 1864-1872
- Dé Mesi 1872-1874
- Dé Toffa II 1874-1908 (protectorat francès des de 14 d'abril de 1882)
- Gbedisin Toffa III 1908-1913
- Adjikoui Toffa IV 1913 - 1929
- Toli 1929 - 1930
- Gbehinto Toffa V 1930 - 1940
- Gbeso Toyi 1941 - 1947
- Alohinto Gbeffa Toffa VI 1948 - 1976
- Felix Araba Toffa VII 1976 - 1994
- Regència 1994 - 1997
- 1997 - 2006 Totche Ganfodji Toffa VIII
- 2007 - Gbeze Ayontinme Toffa IX